# (34546) 2000 SG234
2000 SG234 (asteroide 34546) é um asteroide da cintura principal. Possui uma excentricidade de 0.26135920 e uma inclinação de 6.85259º.
Este asteroide foi descoberto no dia 21 de setembro de 2000 por LINEAR em Socorro.